# 約西亞斯·馮·黑林根
約西亞斯·馮·黑林根（德語：Josias von Heeringen；1850年3月9日—1926年10月9日) 是一位參與過第一次世界大戰的德國陸軍將軍。

## 外部連結
- 有关約西亞斯·馮·黑林根在德国经济学中央图书馆（ZBW）20世纪新闻档案中的剪报。